# Peristicta gauchae
Peristicta gauchae là loài chuồn chuồn trong họ Protoneuridae. Loài này được Santos mô tả khoa học đầu tiên năm 1968.